# آيت ادير (سيدي أحمد السايح)
آيت ادير هي إحدى مشيخات المملكة المغربية، تتبع جغرافيا لإقليم الصويرة وإداريًا لسيدي أحمد السايح. يقدر عدد سكانها بـ 2316 نسمة حسب الإحصاء الرسمي للسكان والسكنى لسنة 2004.